# Economia de Lesoto
A economia de Lesoto é baseada nas exportações de água e de energia para a África do Sul, no setor industrial manufatureiro, na agricultura e na criação de gado. Lesoto exporta também diamantes e lãs.
Por ser geograficamente cercado pela África do Sul, Lesoto é economicamente integrado a este país. A água é o único recurso natural significativo de Lesoto e está sendo explorada há mais de 20 anos.